# Hofors Golfklubb
Hofors Golfklubb är en golfklubb i Gästrikland som bildades 1965. 

## Golfbanan
Hofors Golfklubb har en 18-hålsbana som ligger i Långnäs i Hofors Kommun. Banan är en park- och skogsbana belägen intill sjön Stor-Gösken.
Hösten 1967 blev klubbens första 9 hål, ritade av Nils Sköld, färdiga för spel. Det dröjde till 1986 innan klubben kunde inviga en 18-hålsbana där de 9 nya hålen ritades av Sune Linde.
2009 gjordes ett hål om vilket innebar att banan fick par 71 istället för par 70.
2012 blev Hofors Golfklubb utsedd till årets golfklubb av föreningen Golfjournalisterna för sin satsning på ideellt arbete.
Hofors golfbana har blivit utnämnd till en av Sveriges 10 vackraste golfbanor.

## Tävling
Hofors GK anordnar varje år tävlingen Ovako Hofors Open som ingår i Nordea Tour Future Series.